# Antonio Sun Wenjun
Antonio Sun Wenjun (chiń.孙文军, pinyin Sūn Wénjūn, ur. 1 listopada 1970) – chiński duchowny rzymskokatolicki, biskup diecezjalny Weifang.

## Życiorys

### Prezbiterat
W 1995 przyjął święcenia kapłańskie w Katedrze Xishiku w Pekinie. Od 2005 do 2007 pełnił posługę duszpasterską w Szantung. W latach 2007–2008 przebywał w Irlandii. Od 2008 do chwili nominacji w 2024 posługiwał na terenie Weifang.

### Episkopat
29 stycznia 2024 papież Franciszek mianował go pierwszym biskupem diecezji Weifang. Tego samego dnia przyjął święcenia biskupie w Katedrze Chrystusa Króla w Quingzhou na zachód od miasta Weifang. Udzielił mu ich John Fang Xingyao, biskup Yizhou.